# Elbrus Nigmatullin
Elbrus Chamitowicz Nigmatullin (ros. Эльбрус Хамитович Нигматуллин; ur. 30 marca 1974, wieś Czubary, rejon Argajasz, obwód czelabiński) – rosyjski sztangista, trójboista siłowy, zawodnik armwrestlingu i strongman.
Jeden z najlepszych rosyjskich siłaczy. Drużynowy Wicemistrz Świata Par Strongman 2005.

## Życiorys
Elbrus Nigmatullin od 1991 r. mieszka w Czelabińsku, gdzie w 1991 r. ukończył szkołę średnią. W 1996 r. ukończył studia w Instytucie Kultury Fizycznej w Czelabińsku – specjalność trener, wykładowca wychowania fizycznego.
W latach 1991–2001 zajmował się zawodowo podnoszeniem ciężarów, trójbojem siłowym i armwrestlingiem. Od 2001 r. jest siłaczem. W 2004 r. wprowadził do sportu strongman Michaiła Koklajewa.
Wziął udział czterokrotnie w indywidualnych Mistrzostwach Świata Strongman, w latach 2005, 2006, 2007 i 2008. W swym debiucie, na Mistrzostwach Świata Strongman 2005, ukończył zawody z dziesiątą, ostatnią lokatą. W Mistrzostwach Świata Strongman 2006, Mistrzostwach Świata Strongman 2007 i Mistrzostwach Świata Strongman 2008 nie udało mu się zakwalifikować do finałów.
Wziął udział w Mistrzostwach Europy Strongman 2008, jednak nie zakwalifikował się do finału.
Warunki fizyczne:
- wzrost: 180 cm
- waga: 128−133 kg
- biceps: 53 cm
- udo: 72 cm
- klatka piersiowa: 137 cm

Rekordy życiowe:
- przysiad: 310 kg
- wyciskanie: 220 kg
- martwy ciąg: 345 kg

## Działalność społeczno-polityczna
Elbrus Nigmatullin od 2005 r. zajmuje się działalnością społeczną i polityczną na terenie Republiki Baszkirii. Obecnie jest członkiem socjaldemokratycznej partii Sprawiedliwa Rosja.

## Osiągnięcia strongman
- 2004
  - 8. miejsce – Super Seria 2004: Moskwa
  - 6. miejsce – Super Seria 2004: Göteborg
  - 3. miejsce – Mistrzostwa Rosji Strongman
  - 2. miejsce – Trzecie zawody Polska kontra Reszta Świata
- 2005
  - 2. miejsce – Drużynowe Mistrzostwa Świata Par Strongman 2005 (z Michaiłem Koklajewem)
  - 4. miejsce – Super Seria 2005: Malbork
  - 10. miejsce – Mistrzostwa Świata Strongman 2005, Chiny
  - 2. miejsce – Mistrzostwa Rosji Strongman
  - 3. miejsce – Puchar Świata Siłaczy 2005: Chanty-Mansyjsk
- 2006
  - 3. miejsce – Puchar Świata Siłaczy 2006: Ryga
  - 3. miejsce – Puchar Świata Siłaczy 2006: Mińsk
  - 2. miejsce – Super Seria 2006: Moskwa
  - 3. miejsce – Puchar Świata Siłaczy 2006: Moskwa
  - 7. miejsce – Puchar Świata Siłaczy 2006: Wiedeń
  - 8. miejsce – Puchar Świata Siłaczy 2006: Grodzisk Mazowiecki
  - 2. miejsce – Puchar Świata Siłaczy 2006: Podolsk
- 2007
  - 4. miejsce – Puchar Świata Siłaczy 2007: Ryga
  - 7. miejsce – Mistrzostwa Europy Strongman 2007
  - 3. miejsce – WSF Puchar Świata 2007: Chanty-Mansyjsk
- 2008
  - 2. miejsce – WSF Puchar Świata 2008: Irkuck
  - 3. miejsce – The Globe’s Strongest Man, Grand Prix Moskwy[3]
  - 2. miejsce – Polska kontra Europa
  - 1. miejsce – Mistrzostwa Wspólnoty Niepodległych Państw i Krajów Bałtyckich Strongman w Parach (z Dmitrijem Kononcem)[4]
- 2009
  - 4. miejsce – The Globe’s Strongest Man, Grand Prix Moskwy[5]

## W filmie
- 2004
  - Я не умер, башкиры jako Saławat Jułajew
- 2006
  - Жёлтый дракон – rola epizodyczna